# Frankfort (hrabstwo Pepin)
Frankfort – miasto w Stanach Zjednoczonych, w stanie Wisconsin, w hrabstwie Pepin.